# Đại bàng đầu trắng
Đại bàng đầu trắng (danh pháp hai phần: Haliaeetus leucocephalus) là một loài chim săn mồi hàng đầu tại Bắc Mỹ. Đây là loài chim quốc gia và biểu tượng của Hoa Kỳ. Loài đại bàng biển này có hai phân loài được biết đến và hình thành một cặp loài với đại bàng đuôi trắng. Phạm vi phân bố của nó bao gồm phần lớn Canada và Alaska, tất cả phần Hoa Kỳ lục địa và miền bắc México. Nó được tìm thấy gần các vùng nước thoáng đãng rộng lớn với một nguồn thức ăn dồi dào và cây lâu năm để chúng làm tổ.
Vào cuối thế kỷ 20, đại bàng đầu trắng đã ở bên bờ vực của sự tiêu vong tại Hoa Kỳ lục địa, trong khi lại phát triển mạnh ở Alaska và Canada. Các quần thể loài này đã phục hồi và ổn định, do đó, chúng đã được loại khỏi danh sách các loài nguy cấp của chính quyền Hoa Kỳ và chuyển vào danh sách các loài bị đe dọa vào ngày 12 tháng 7 năm 1995, và sau đó đã được loại khỏi danh sách động vật hoang dã nguy cấp và bị đe dọa ở 48 bang tại Hoa Kỳ lục địa vào ngày 28 tháng 6 năm 2007.
Tên gọi trong tiếng Anh của nó là Bald Eagles với nghĩa hiểu như hiện nay là đại bàng hói. Tuy nhiên nó không thực sự hói, mà tên gọi xuất phát từ ý nghĩa cũ hơn của từ là "đầu trắng".

## Đặc điểm sinh học
Đại bàng hói là một loài chim lớn săn mồi, chim mái lớn hơn chim trống với sải cánh có thể dài tới 8 ft (2,5 m). Chúng có đầu và cổ là màu trắng, thân màu nâu, và lông đuôi màu trắng, nhưng bộ lông của chúng sẽ không phát triển cho đến khi chúng được khoảng 5 tuổi. Tên tiếng Latin của nó có nghĩa là "đại bàng biển".
Thức ăn của đại bàng hói là cá. Thị lực cực tốt cho phép nó có thể phát hiện cá, kể cả vào những ngày nắng bởi thực tế rằng đôi mắt của nó có một sườn núi xương ngay phía trên để che bớt ánh nắng mặt trời. Một khi đã bị nó quắp, con cá sẽ không có cơ hội trốn thoát, một móng vuốt chân sau trên mỗi bàn chân xuyên qua cơ thể cá, một con đại bàng hói có thể nâng con cá với trọng lượng bằng khoảng một nửa trọng lượng của nó. Nếu con cá quá nặng, nó sẽ bơi vào bờ, sử dụng đôi cánh lớn của nó như là mái chèo vì nó là không thể thả cá. Tuy nhiên, đôi khi con cá quá lớn, sẽ có thể kéo con đại bàng xuống dưới và con chim đã bị chết đuối trong khi nó được an toàn bằng móng vuốt phía trước. Đại bàng đầu trắng sẽ chiến đấu với những con khác vì thức ăn, đó là đôi khi dễ dàng hơn để ăn cắp những con chim khác mồi hơn là tự đi săn cho riêng mình. Điều này xảy ra nhiều hơn vào mùa đông, khi thức ăn có thể trở nên khan hiếm.
Đại bàng hói bắt cặp cho cuộc sống, xây dựng một tổ lớn trong một cây hoặc trên mặt đất, mà nó quay trở lại năm này qua năm khác, bổ sung thêm các thực vật mỗi lần. Chúng sẽ đẻ từ một đến ba quả trứng trong một năm, cả đực và cái sẽ chăm sóc con của nó, nhưng không phải tất cả các con của chúng sẽ sống sót.
Chiều dài: 71 đến 96 cm.
Trọng lượng: 3 đến 6,5 kg.
Chế độ ăn uống: Cá, động vật nhỏ và các loài chim (carrion).
Vị trí: Bắc Mỹ (USA, Canda).

## Hình ảnh

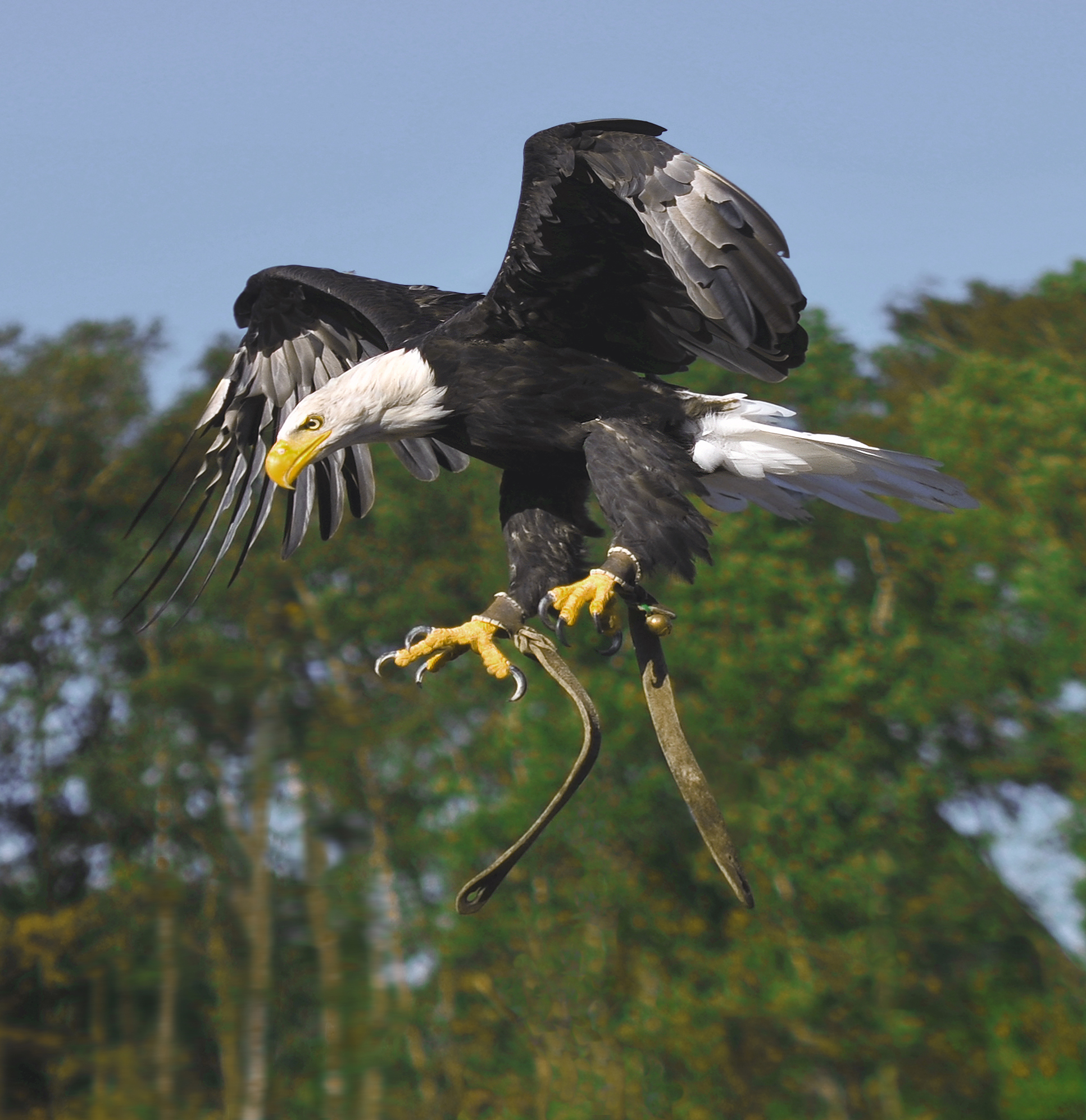
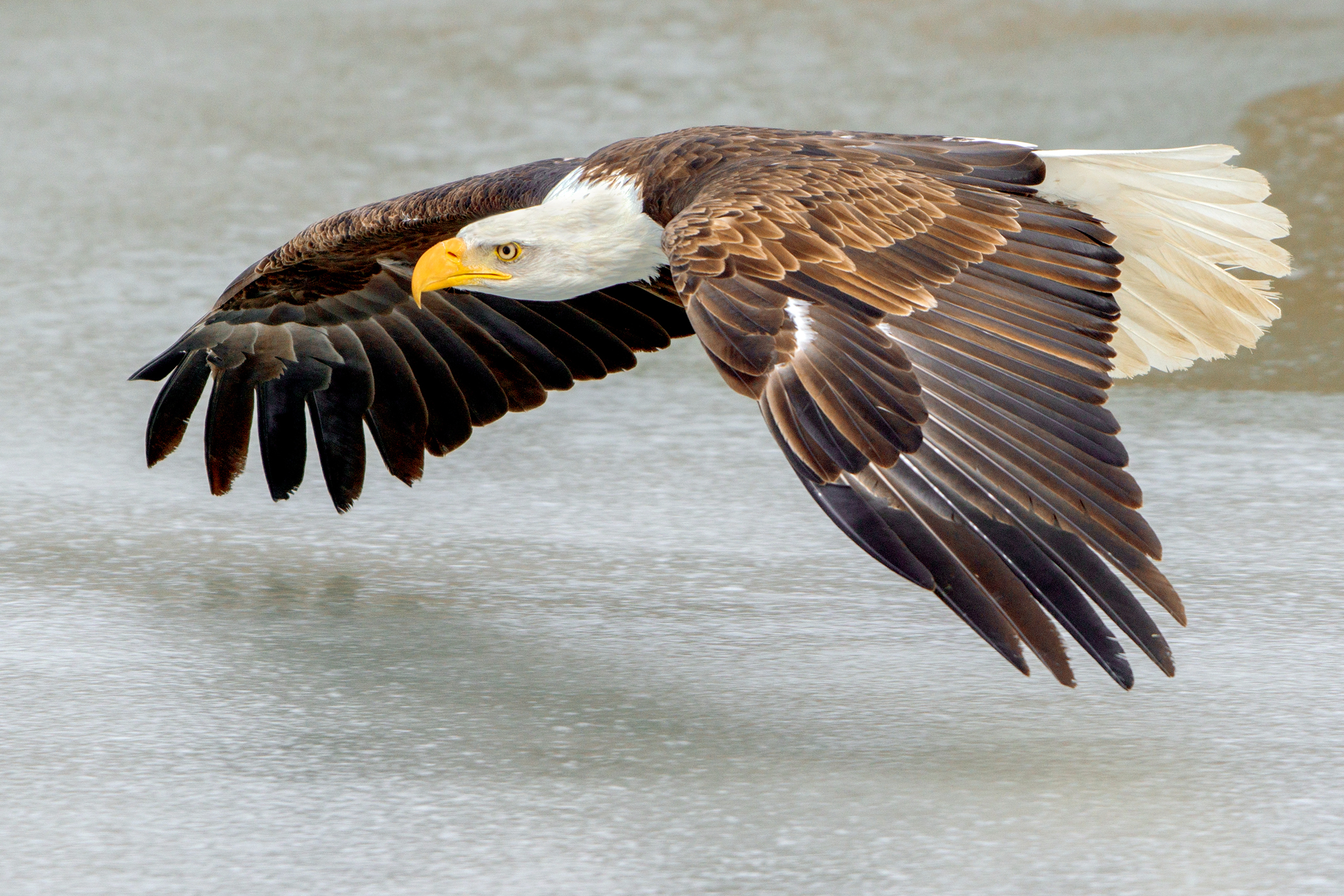
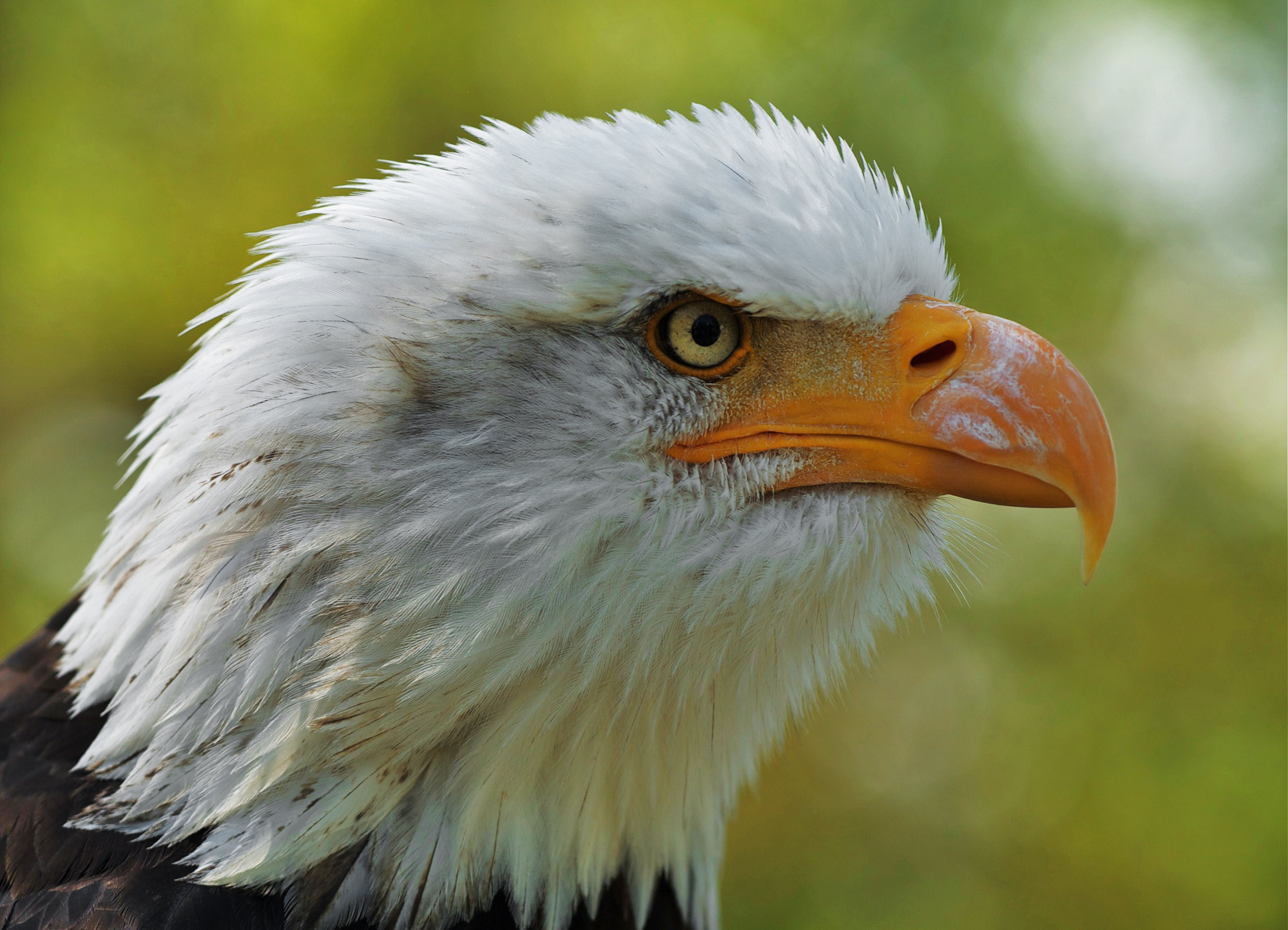
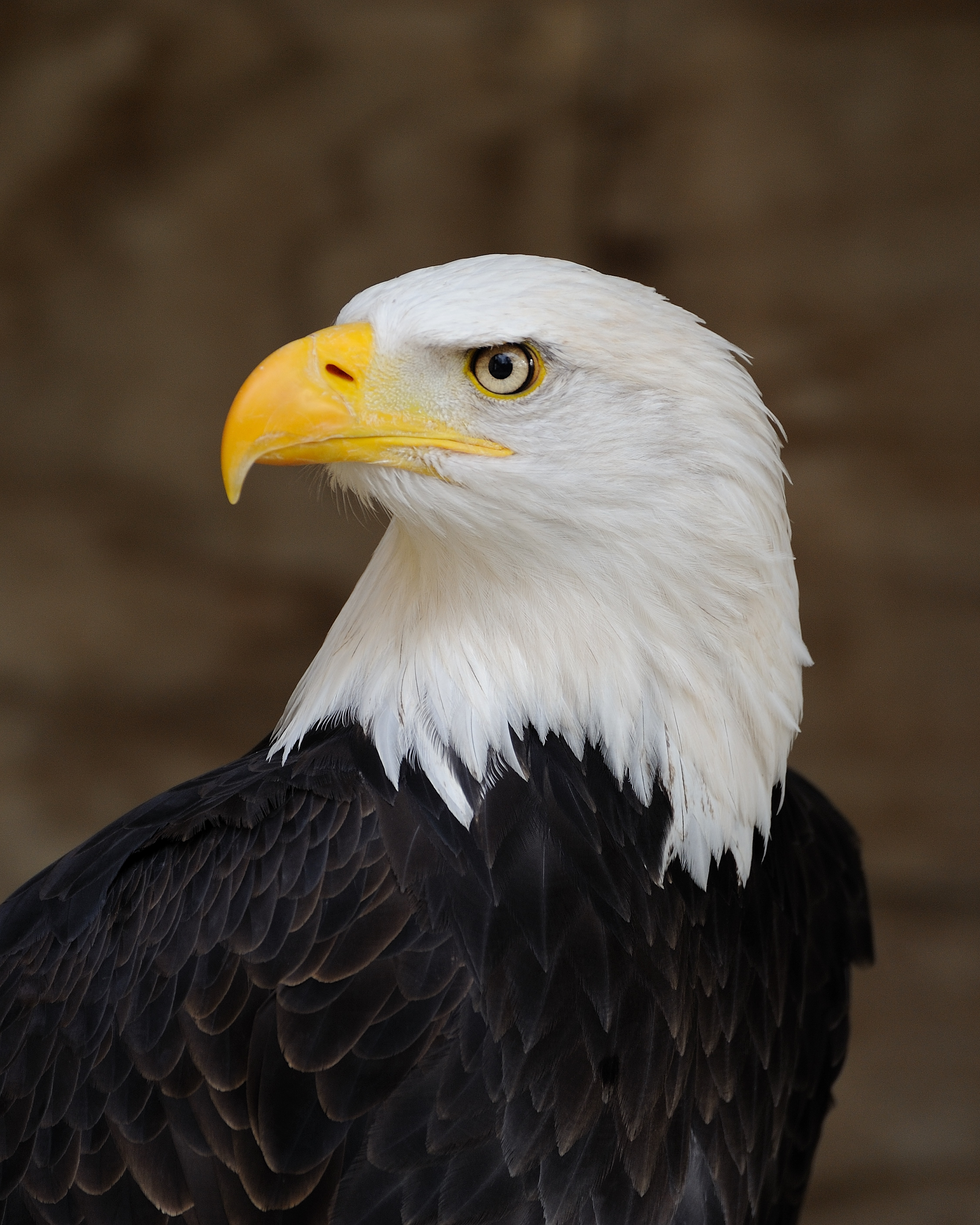
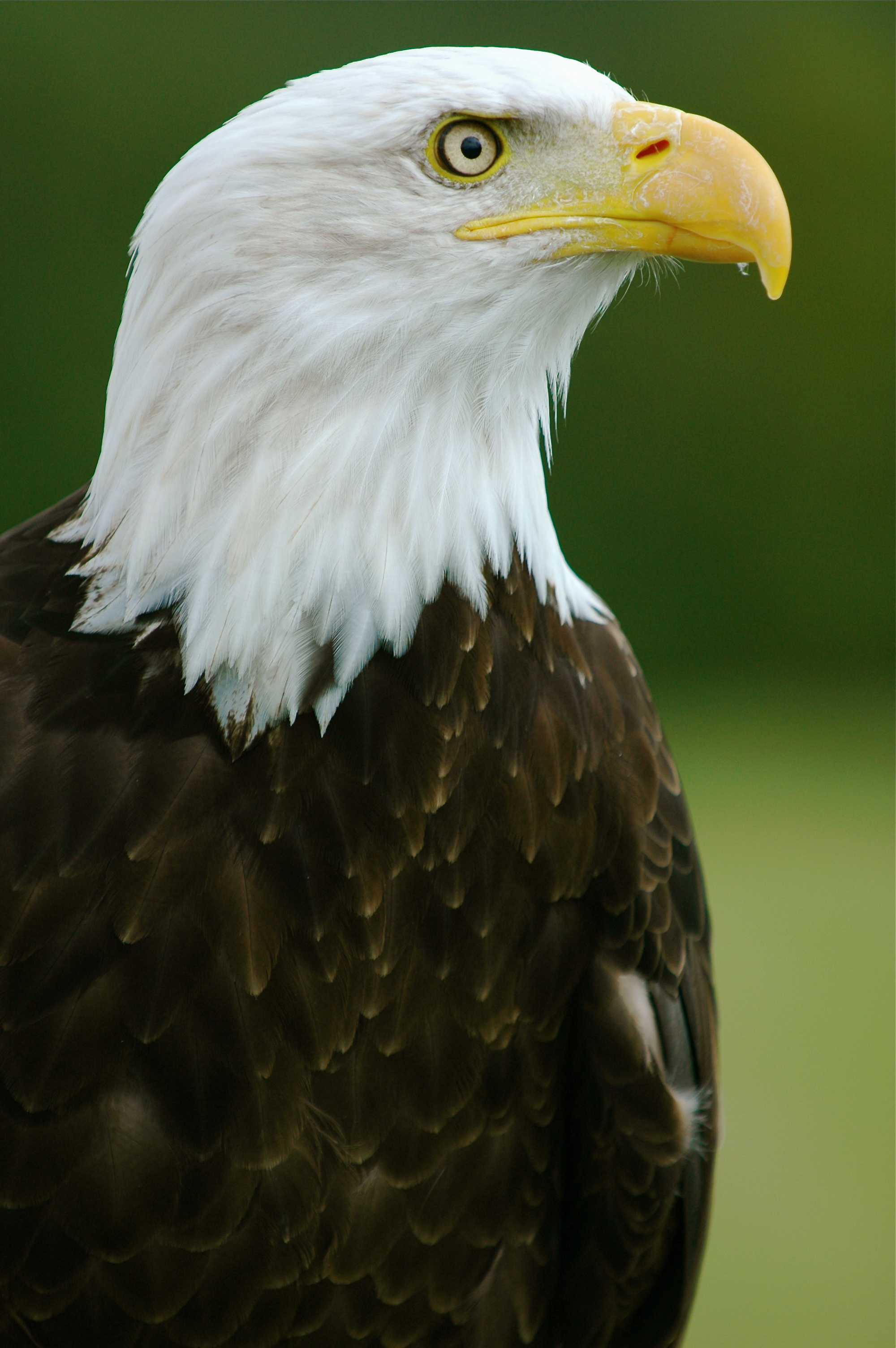
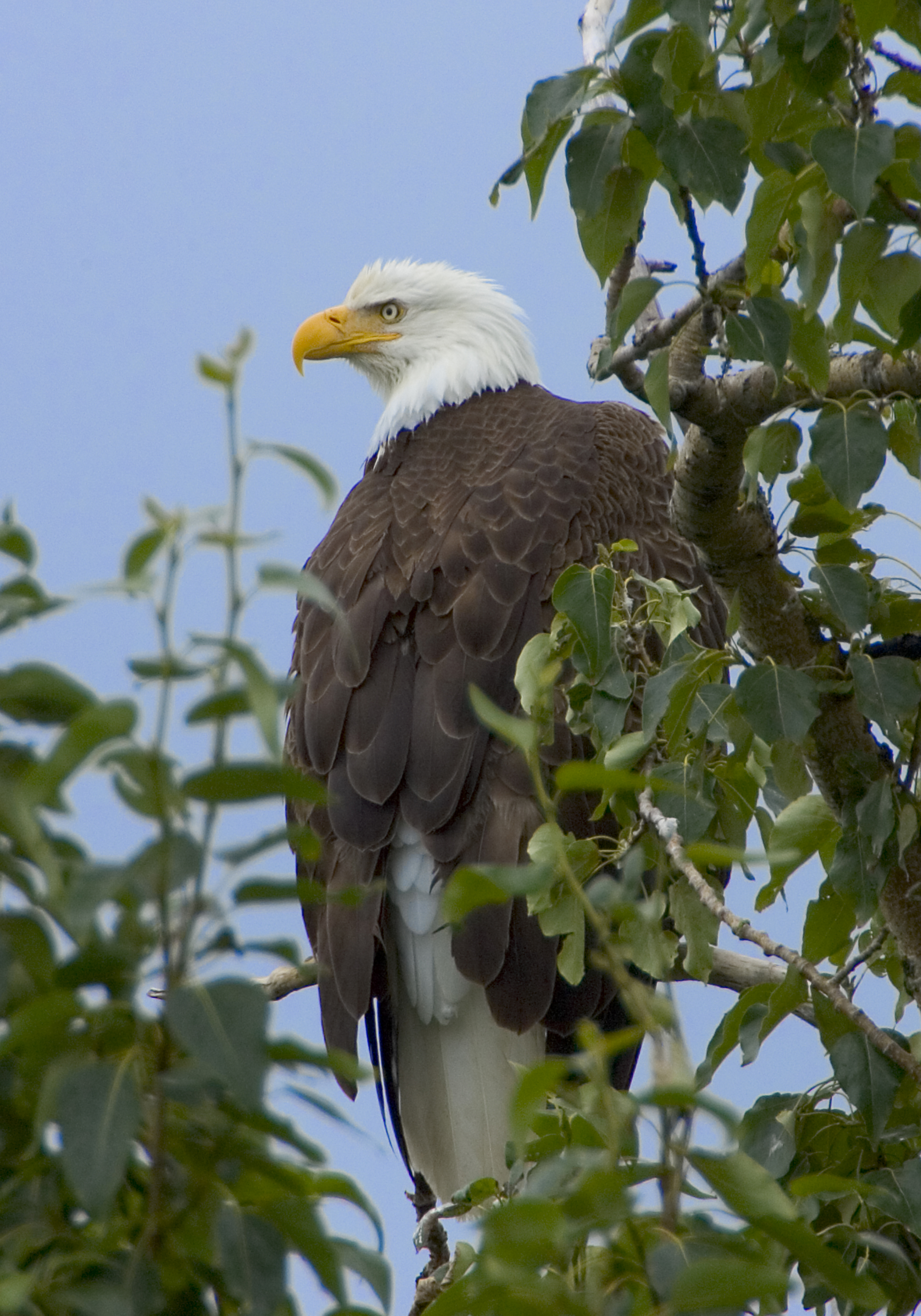
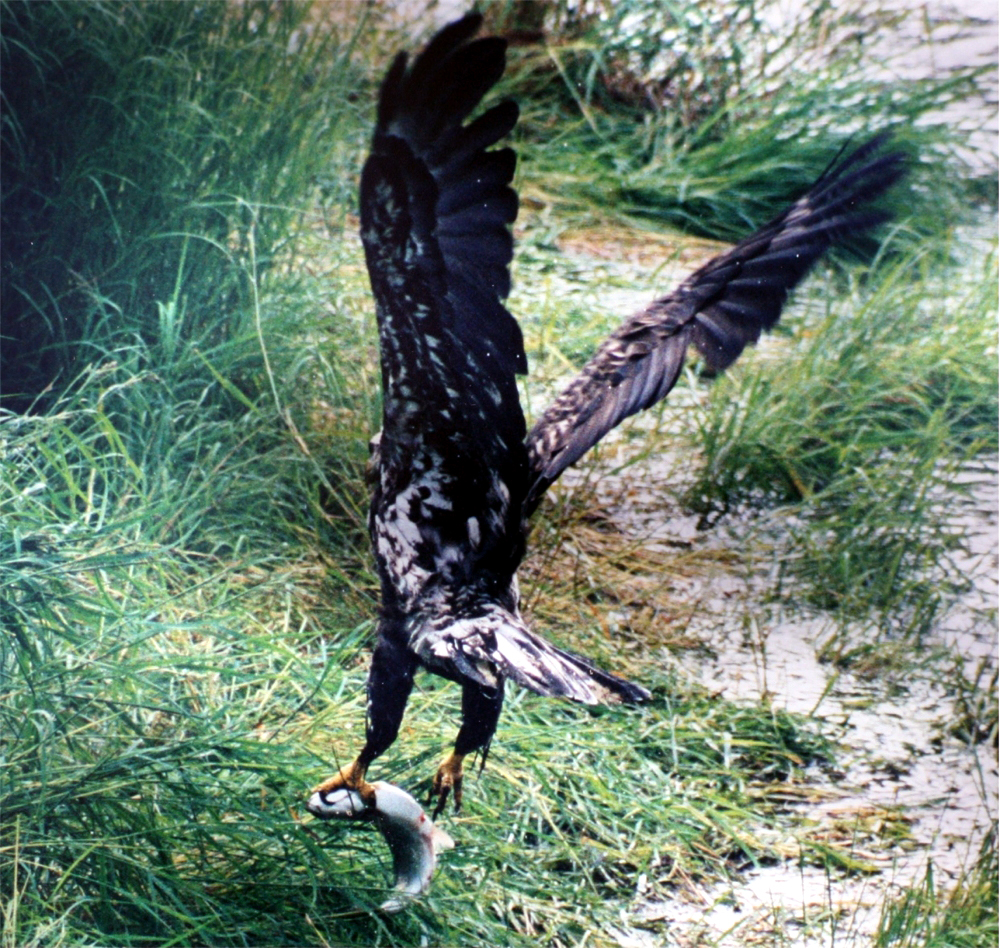
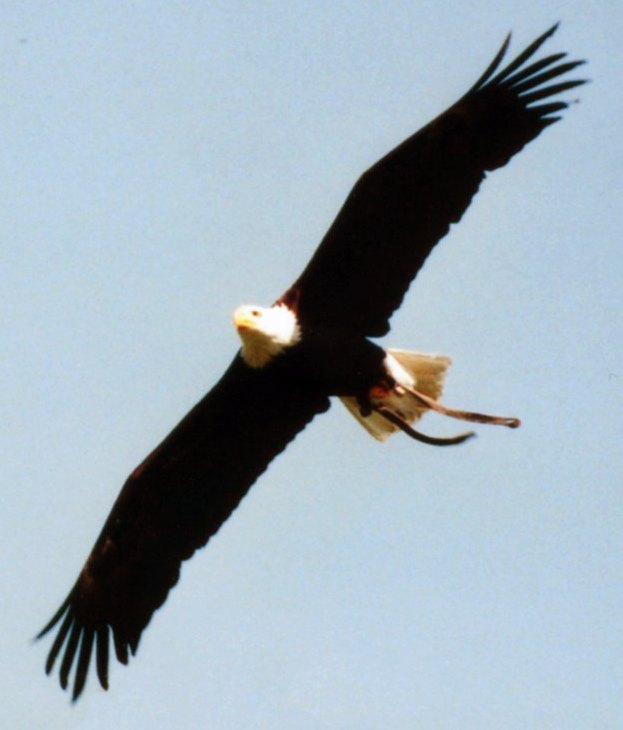
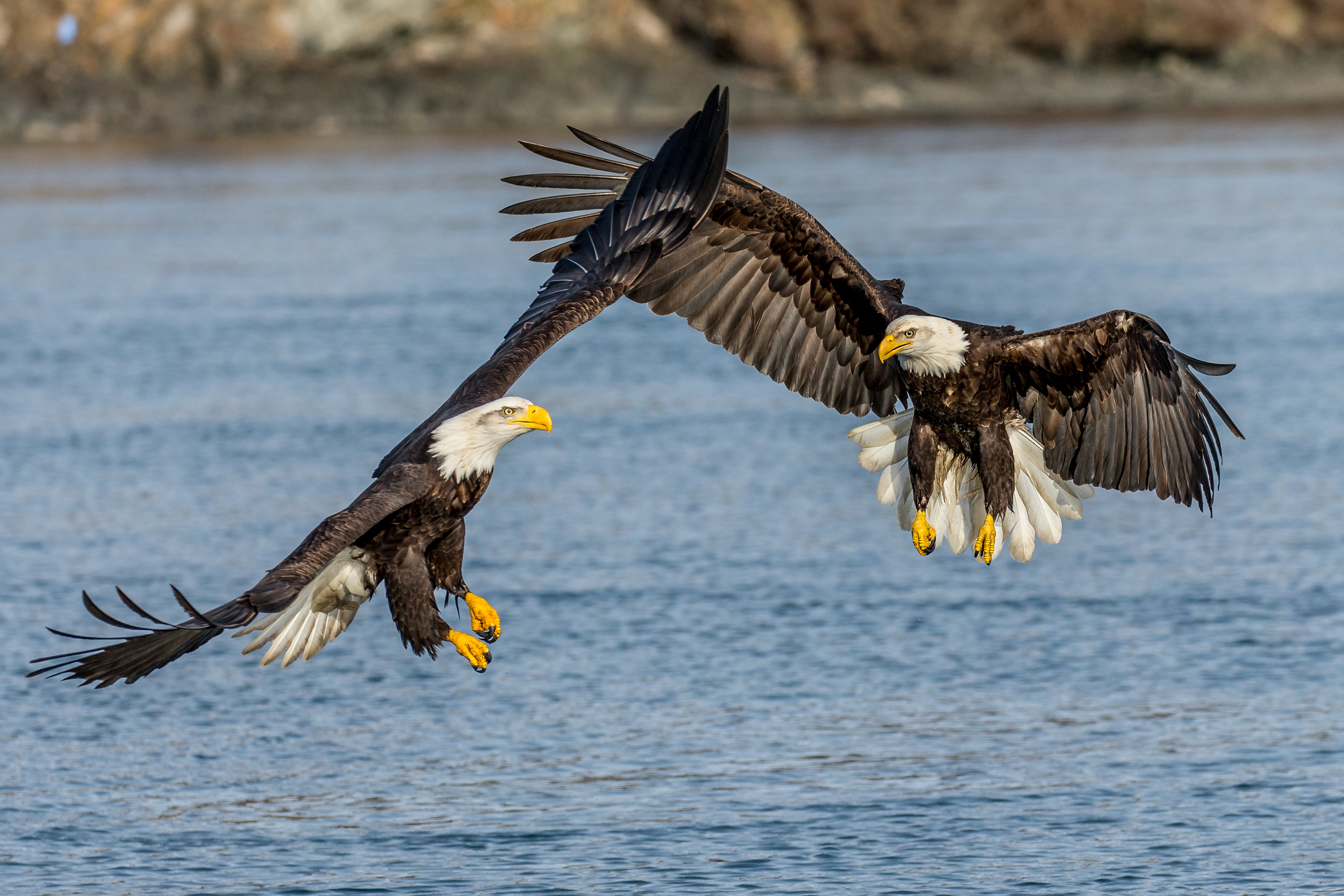
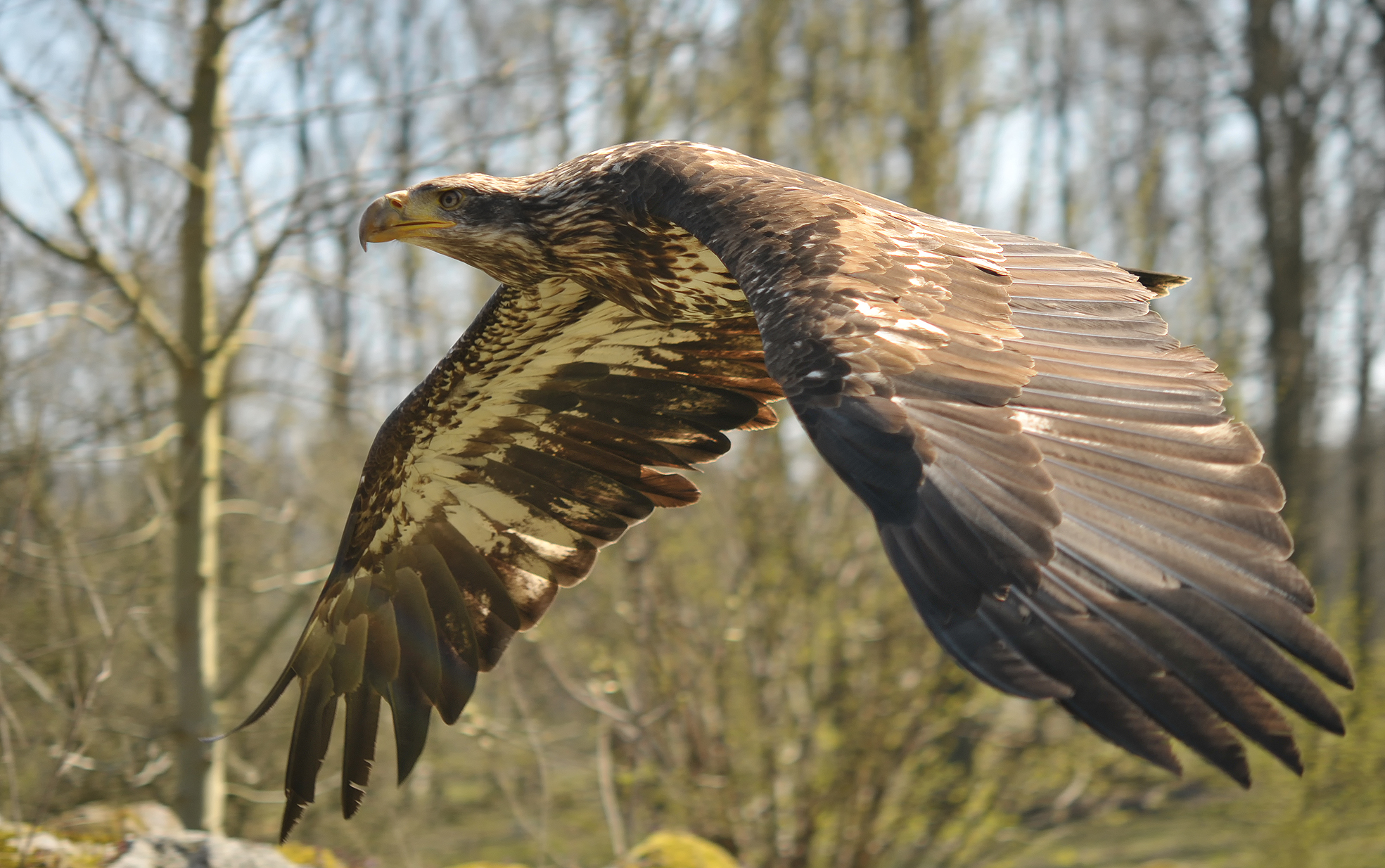
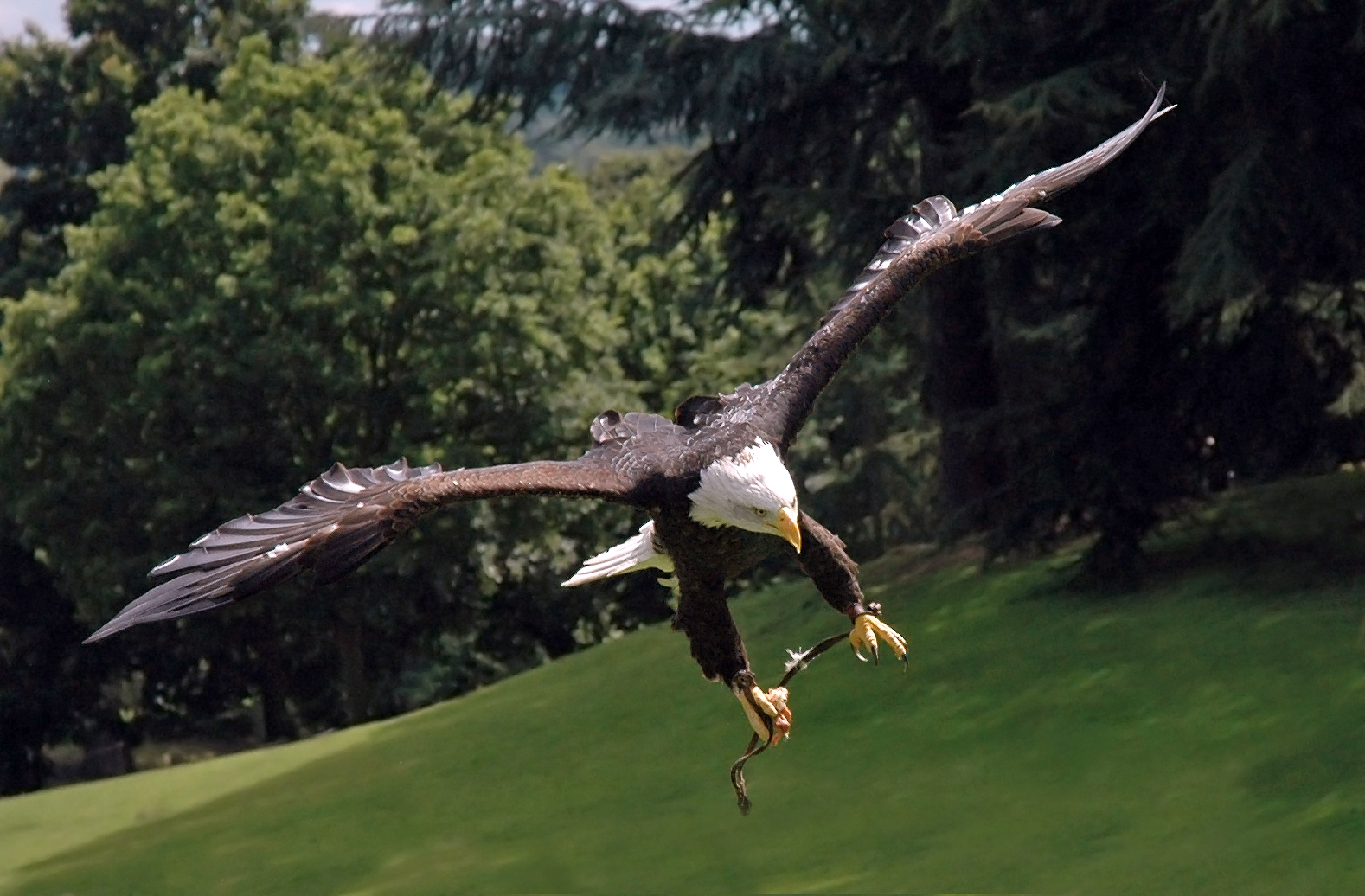
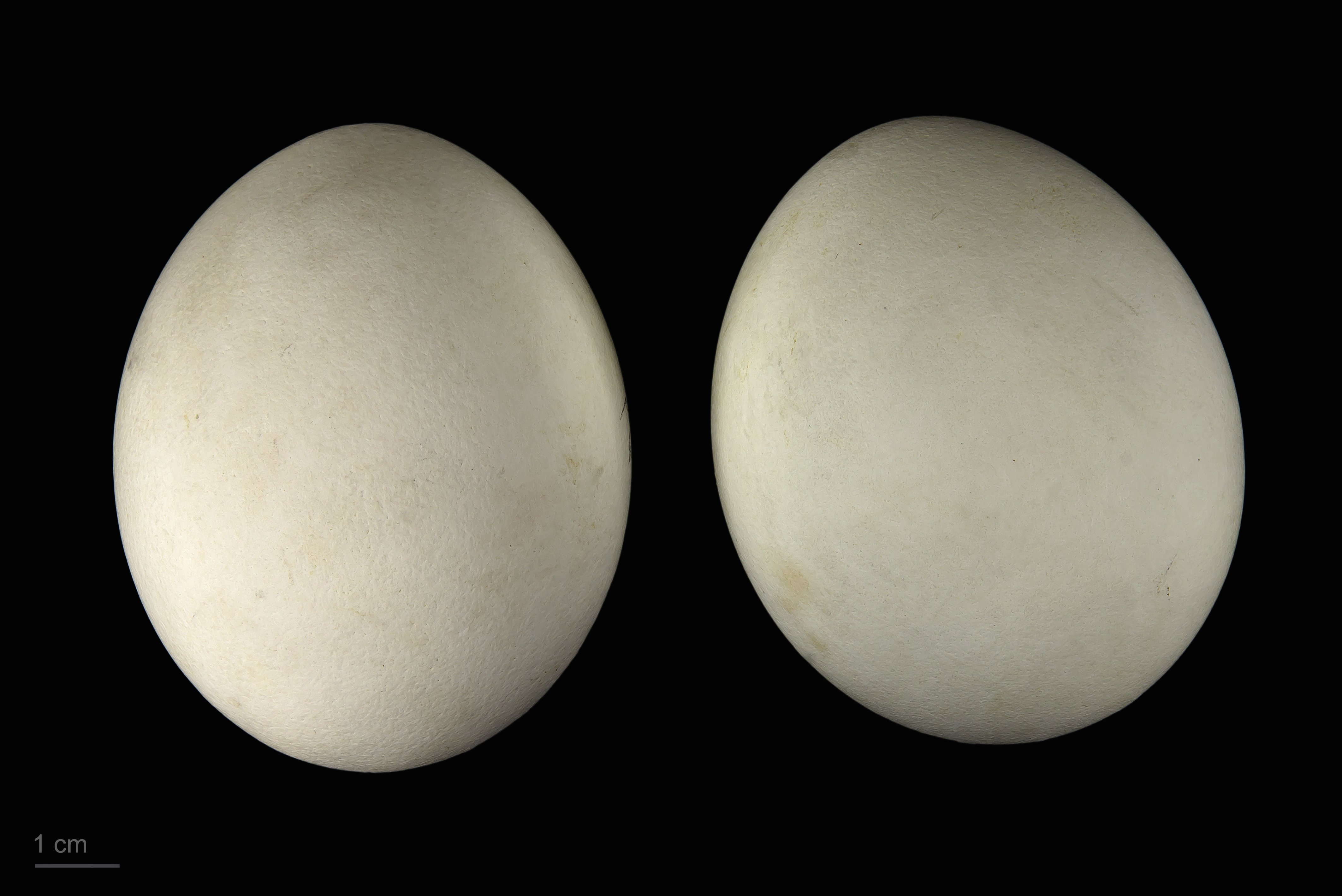
Museum specimen - Florida, USA
Là quốc điểu của Hoa Kỳ (Hình dấu ấn của Tổng thống Hoa Kỳ)